# Torneo Clausura 2014 Liga de Ascenso
El Torneo Clausura 2014 del Ascenso MX fue el 38° torneo de la Liga de Ascenso de México. Contó con la participación de 15 equipos, al término del torneo sí hubo descenso a la Segunda División, y en cada jornada del torneo uno de los clubes participantes descansó. El campeón de este torneo, Estudiantes, se enfrentó al campeón del Torneo Apertura 2013, Leones Negros, en la final por el ascenso.

## Sistema de competición
El sistema de calificación de este torneo es el mismo del Torneo Apertura 2013. Este se desarrolla en dos fases:
- Fase de calificación: que se integra por las 15 jornadas del torneo.
- Fase final: que se integra por los partidos de ida y vuelta en rondas de cuartos de final, de semifinal y final.

### Fase de calificación
En la fase de calificación participan los 15 clubes de la Liga de Ascenso de México jugando todos contra todos durante las 14 jornadas respectivas, a un solo partido. Se obtienen 3 puntos por juego ganado, y 1 por juego empatado.
El orden de los clubes al final de la fase de calificación del torneo corresponde a la suma de los puntos obtenidos por cada uno de ellos y se presenta en forma descendente. Si al finalizar las 15 jornadas del torneo, dos o más clubes empatan en puntos, su posición en la tabla general sería determinada atendiendo a los siguientes criterios de desempate:
1. Mejor diferencia entre los goles anotados y recibidos.
2. Mayor número de goles anotados.
3. Marcadores particulares entre los clubes empatados.
4. Mayor número de goles anotados como visitante.
5. Sorteo.

### Fase final
Los siete primeros equipos de la tabla general son los calificados para la fase final del torneo. Los partidos correspondientes a la fase final se desarrollan a visita recíproca y los equipos mejor ubicados recibieron el partido de vuelta, en las siguientes etapas:
- Cuartos de final
- Semifinales
- Final
- Final de Ascenso

En esta fase, en caso de empate en el marcador global (resultado de los partidos de ida y de vuelta), el primer criterio para desempatar será el gol de visitante, es decir, el equipo que haya anotado más goles como visitante sería el que avance a la siguiente fase. El segundo criterio de desempate es la posición en la tabla, es decir, en caso de empate global y que no haya diferencia alguna en los goles de visitante, el equipo mejor ubicado en la tabla general de la fase de calificación sería el que avanzara a la siguiente fase. En la final, en caso de empate en el marcador global, se añadirían dos periodos de 15 minutos y, en caso de mantenerse la igualdad, se procedería a los tiros penales.

## Equipos por Entidad Federativa
Para este torneo habrá participación de 15 equipos.
| Dorados Altamira Delfines Correcaminos Celaya Necaxa Atlético San Luis Mérida Cruz Azul Hidalgo Leones Negros Estudiantes Lobos BUAP Oaxaca Zacatepec Galeana |

| Entidad federativa | N.º | Equipos                     |
| ------------------ | --- | --------------------------- |
| Jalisco            | 2   | Leones Negros y Estudiantes |
| Morelos            | 2   | Zacatepec y Galeana         |
| Tamaulipas         | 2   | Correcaminos y Altamira     |
| Sinaloa            | 1   | Dorados                     |
| Aguascalientes     | 1   | Necaxa                      |
| Campeche           | 1   | Delfines                    |
| Guanajuato         | 1   | Celaya                      |
| Hidalgo            | 1   | Cruz Azul Hidalgo           |
| Oaxaca             | 1   | Oaxaca                      |
| Puebla             | 1   | Lobos BUAP                  |
| San Luis Potosí    | 1   | Atlético San Luis           |
| Yucatán            | 1   | Mérida                      |

## Información de los equipos
| Club                                         | Sede                                  | Entrenador          | Estadio                 | Capacidad | Marca         | Canal TV     |
| -------------------------------------------- | ------------------------------------- | ------------------- | ----------------------- | --------- | ------------- | ------------ |
| Alebrijes                                    | Oaxaca, Oaxaca                        | Ricardo Rayas       | Benito Juárez           | 12 000    | Lotto         | UTDN         |
| Altamira                                     | Altamira, Tamaulipas                  | Sergio Orduña       | Altamira                | 13 500    | Lotto         | SKY          |
| Atlético San Luis                            | San Luis Potosí, San Luis Potosí      | Miguel Fuentes      | Alfonso Lastras         | 30 000    | Kappa         | SKY          |
| Celaya                                       | Celaya, Guanajuato                    | Fernando Palomeque  | Miguel Alemán Valdés    | 32 300    | Keuka         | SKY          |
| Archivo:Correcaminos UAT.png Correcaminos    | Ciudad Victoria, Tamaulipas           | Omar Arellano       | Marte R. Gómez          | 18 000    | Atlética      | SKY          |
| Cruz Azul (Hidalgo)                          | Ciudad Cooperativa Cruz Azul, Hidalgo | Joaquín Moreno      | 10 de diciembre         | 17 000    | Umbro         | TVC Deportes |
| Delfines                                     | Ciudad del Carmen, Campeche           | José Marroquín      | Estadio del Mar         | 28 000    | Nike          | TVC Deportes |
| Dorados                                      | Culiacán, Sinaloa                     | Diego Torres        | Banorte                 | 23 000    | Lotto         | Fargo        |
| Estudiantes                                  | Zapopan, Jalisco                      | Pako Ayestarán      | Tres de Marzo           | 25 000    | Pirma         | ESPN 2       |
| Galeana                                      | Cuernavaca, Morelos **                | Enrique López Zarza | Centenario **           | 14 800    | Joma          | Fox Sports 2 |
| Lobos BUAP                                   | Puebla, Puebla                        | Héctor Medrano      | Olímpico de la BUAP     | 21 750    | Keuka         | UTDN         |
| Mérida                                       | Mérida, Yucatán                       | Ricardo Valiño      | Carlos Iturralde Rivero | 21 000    | Lotto         | SKY          |
| Necaxa                                       | Aguascalientes, Aguascalientes        | Armando González    | Victoria                | 25 494    | Pirma         | SKY          |
| Universidad de Guadalajara                   | Guadalajara, Jalisco                  | Alfonso Sosa        | Jalisco                 | 60 000    | Lotto         | TVC Deportes |
| Zacatepec                                    | Zacatepec, Morelos                    | Adrián Martínez     | Agustín Coruco Díaz *** | 18 000    | Silver Sports | UTDN         |
| Datos actualizados al 21 de febrero de 2014. |                                       |                     |                         |           |               |              |

### Cambios de entrenadores
| Equipo             | Entrenador (jornadas)                                 |
| ------------------ | ----------------------------------------------------- |
| Dorados de Sinaloa | Francisco Ramírez (1-4) Diego Torres Ortíz* (5-15)    |
| Club Zacatepec     | Guillermo Huerta (1-5) Adrián Martínez Flores* (6-15) |
| Altamira FC        | Mario García Covalles (1-8) Sergio Orduña (9-15)      |
| Club Celaya        | Marco de Almeida (1-11) Fernando Palomeque (12-15)    |

- * Interino

## Torneo Regular
- Los horarios son correspondientes al Tiempo del Centro de México (UTC-6 y UTC-5 en horario de verano).[1]

| Estudiantes       | 0 - 0 | Universidad de Guadalajara | Tres de Marzo           | 3 de enero | 19:30 | ESPN/Uno TV   |
| Necaxa            | 4 - 0 | Altamira                   | Victoria                | 3 de enero | 20:00 | SKY           |
| Atlético San Luis | 1 - 2 | Oaxaca                     | Alfonso Lastras Ramírez | 3 de enero | 20:00 | SKY           |
| Mérida            | 2 - 2 | Delfines                   | Carlos Iturralde Rivero | 4 de enero | 18:00 | SKY           |
| Zacatepec         | 1 - 2 | Lobos BUAP                 | Centenario              | 4 de enero | 19:00 | Univision TDN |
| Celaya            | 2 - 1 | Correcaminos               | Miguel Alemán Valdés    | 4 de enero | 20:00 | SKY           |
| Cruz Azul Hidalgo | 3 - 1 | Galeana                    | 10 de diciembre         | 5 de enero | 12:00 | TVC Deportes  |
| Descansa          |       | Dorados                    |                         |            |       |               |

| Lobos BUAP                 | 1 - 2 | Necaxa            | Olímpico de la BUAP        | 10 de enero | 17:00 | Univision TDN |
| Correcaminos               | 2 - 1 | Cruz Azul Hidalgo | Marte R. Gómez             | 10 de enero | 20:30 | SKY           |
| Universidad de Guadalajara | 1 - 0 | Mérida            | Jalisco                    | 10 de enero | 20:30 | TVC Deportes  |
| Oaxaca                     | 1 - 3 | Estudiantes       | Benito Juárez              | 11 de enero | 17:00 | Univision TDN |
| Altamira                   | 1 - 1 | Atlético San Luis | Altamira                   | 11 de enero | 18:00 | SKY           |
| Galeana                    | 2 - 1 | Dorados           | Centenario                 | 11 de enero | 18:00 | Fox Sports 2  |
| Delfines                   | 2 - 3 | Celaya            | Unidad Deportiva Campus II | 11 de enero | 19:00 | TVC Deportes  |
| Descansa                   |       | Zacatepec         |                            |             |       |               |

| Estudiantes       | 1 - 0 | Altamira                   | Tres de Marzo           | 17 de enero | 19:30 | ESPN/Uno TV   |
| Atlético San Luis | 1 - 2 | Lobos BUAP                 | Alfonso Lastras Ramírez | 17 de enero | 20:00 | SKY           |
| Necaxa            | 2 - 1 | Zacatepec                  | Victoria                | 17 de enero | 20:00 | SKY           |
| Mérida            | 3 - 3 | Oaxaca                     | Carlos Iturralde Rivero | 18 de enero | 18:00 | SKY           |
| Dorados           | 1 - 2 | Correcaminos               | Banorte                 | 18 de enero | 19:00 | Univision TDN |
| Celaya            | 1 - 1 | Universidad de Guadalajara | Miguel Alemán Valdés    | 18 de enero | 20:00 | SKY           |
| Cruz Azul Hidalgo | 0 - 0 | Delfines                   | 10 de diciembre         | 19 de enero | 12:00 | TVC Deportes  |
| Descansa          |       | Galeana                    |                         |             |       |               |

| Lobos BUAP                 | 2 - 1 | Estudiantes       | Olímpico de la BUAP        | 24 de enero | 17:00 | Univision TDN |
| Universidad de Guadalajara | 2 - 0 | Cruz Azul Hidalgo | Jalisco                    | 24 de enero | 20:30 | TVC Deportes  |
| Correcaminos               | 2 - 0 | Galeana           | Marte R. Gómez             | 24 de enero | 20:30 | SKY           |
| Oaxaca                     | 1 - 2 | Celaya            | Benito Juárez              | 25 de enero | 17:00 | Univision TDN |
| Altamira                   | 0 - 0 | Mérida            | Altamira                   | 25 de enero | 18:00 | SKY           |
| Zacatepec                  | 3 - 1 | Atlético San Luis | Centenario                 | 25 de enero | 19:00 | Univision TDN |
| Delfines                   | 2 - 1 | Dorados           | Unidad Deportiva Campus II | 25 de enero | 19:00 | TVC Deportes  |
| Descansa                   |       | Necaxa            |                            |             |       |               |

| Estudiantes       | 3-1 | Zacatepec                  | Tres de Marzo           | 31 de enero  | 19:30 | ESPN/Uno TV   |
| Atlético San Luis | 2-0 | Necaxa                     | Alfonso Lastras Ramírez | 31 de enero  | 20:00 | SKY           |
| Mérida            | 1-1 | Lobos BUAP                 | Carlos Iturralde Rivero | 1 de febrero | 18:00 | SKY           |
| Galeana           | 1-2 | Delfines                   | Centenario              | 1 de febrero | 18:00 | Fox Sports 2  |
| Dorados           | 4-1 | Universidad de Guadalajara | Banorte                 | 1 de febrero | 19:00 | Univision TDN |
| Celaya            | 0-1 | Altamira                   | Miguel Alemán Valdés    | 1 de febrero | 20:00 | SKY           |
| Cruz Azul Hidalgo | 2-0 | Oaxaca                     | 10 de diciembre         | 2 de febrero | 12:00 | TVC Deportes  |
| Descansa          |     | Correcaminos               |                         |              |       |               |

| Lobos BUAP                 | 1-1 | Celaya            | Olímpico de la BUAP        | 7 de febrero | 17:00 | Univision TDN |
| Delfines                   | 1-1 | Correcaminos      | Unidad Deportiva Campus II | 7 de febrero | 20:00 | TVC Deportes  |
| Necaxa                     | 3-4 | Estudiantes       | Victoria                   | 7 de febrero | 20:00 | SKY           |
| Universidad de Guadalajara | 1-1 | Galeana           | Jalisco                    | 7 de febrero | 20:30 | TVC Deportes  |
| Oaxaca                     | 1-1 | Dorados           | Benito Juárez              | 8 de febrero | 17:00 | Univision TDN |
| Altamira                   | 2-2 | Cruz Azul Hidalgo | Altamira                   | 8 de febrero | 18:00 | SKY           |
| Zacatepec                  | 2-0 | Mérida            | Centenario                 | 8 de febrero | 19:00 | Univision TDN |
| Descansa                   |     | Atlético San Luis |                            |              |       |               |

| Estudiantes       | 1-0 | Atlético San Luis          | Tres de Marzo           | 14 de febrero | 19:30 | ESPN/Uno TV   |
| Correcaminos      | 1-0 | Universidad de Guadalajara | Marte R. Gómez          | 14 de febrero | 20:30 | SKY           |
| Galeana           | 1-1 | Oaxaca                     | Centenario              | 15 de febrero | 18:00 | Fox Sports 2  |
| Mérida            | 2-1 | Necaxa                     | Carlos Iturralde Rivero | 15 de febrero | 18:00 | SKY           |
| Dorados           | 2-0 | Altamira                   | Banorte                 | 15 de febrero | 19:00 | Univision TDN |
| Celaya            | 0-2 | Zacatepec                  | Miguel Alemán Valdés    | 15 de febrero | 20:00 | SKY           |
| Cruz Azul Hidalgo | 3-1 | Lobos BUAP                 | 10 de diciembre         | 16 de febrero | 12:00 | TVC Deportes  |
| Descansa          |     | Delfines                   |                         |               |       |               |

| Lobos BUAP                 | 0-1 | Dorados           | Olímpico de la BUAP     | 21 de febrero | 17:00 | Univision TDN |
| Atlético San Luis          | 2-3 | Mérida            | Alfonso Lastras Ramírez | 21 de febrero | 20:00 | SKY           |
| Necaxa                     | 1-0 | Celaya            | Victoria                | 21 de febrero | 20:00 | SKY           |
| Universidad de Guadalajara | 3-1 | Delfines          | Jalisco                 | 21 de febrero | 20:30 | TVC Deportes  |
| Oaxaca                     | 2-2 | Correcaminos      | Benito Juárez           | 22 de febrero | 17:00 | Univision TDN |
| Altamira                   | 2-2 | Galeana           | Altamira                | 22 de febrero | 18:00 | SKY           |
| Zacatepec                  | 1-0 | Cruz Azul Hidalgo | Centenario              | 22 de febrero | 19:00 | Univision TDN |
| Descansa                   |     | Estudiantes       |                         |               |       |               |

| Delfines          | 2-2 | Oaxaca                     | Unidad Deportiva Campus II | 28 de febrero | 20:00 | TVC Deportes  |
| Correcaminos      | 2-0 | Altamira                   | Marte R. Gómez             | 28 de febrero | 20:30 | SKY           |
| Galeana           | 1-1 | Lobos BUAP                 | Centenario                 | 1 de marzo    | 18:00 | Fox Sports 2  |
| Mérida            | 1-1 | Estudiantes                | Carlos Iturralde Rivero    | 1 de marzo    | 18:00 | SKY           |
| Dorados           | 1-2 | Zacatepec                  | Banorte                    | 1 de marzo    | 19:00 | Univision TDN |
| Celaya            | 2-1 | Atlético San Luis          | Miguel Alemán Valdés       | 1 de marzo    | 20:00 | SKY           |
| Cruz Azul Hidalgo | 1-2 | Necaxa                     | 10 de diciembre            | 2 de marzo    | 12:00 | TVC Deportes  |
| Descansa          |     | Universidad de Guadalajara |                            |               |       |               |

| Lobos BUAP        | 0-1 | Correcaminos               | Olímpico de la BUAP     | 7 de marzo | 17:00 | Univision TDN |
| Estudiantes       | 2-0 | Celaya                     | Tres de Marzo           | 7 de marzo | 19:30 | ESPN/Uno TV   |
| Atlético San Luis | 1-0 | Cruz Azul Hidalgo          | Alfonso Lastras Ramírez | 7 de marzo | 20:00 | SKY           |
| Necaxa            | 3-2 | Dorados                    | Victoria                | 7 de marzo | 20:00 | SKY           |
| Oaxaca            | 3-0 | Universidad de Guadalajara | Benito Juárez           | 8 de marzo | 17:00 | Univision TDN |
| Altamira          | 0-0 | Delfines                   | Altamira                | 8 de marzo | 18:00 | SKY           |
| Zacatepec         | 1-3 | Galeana                    | Centenario              | 8 de marzo | 19:00 | Univision TDN |
| Descansa          |     | Mérida                     |                         |            |       |               |

| Delfines                   | 2-0 | Lobos BUAP        | Unidad Deportiva Campus II | 14 de marzo | 20:00 | TVC Deportes  |
| Correcaminos               | 1-1 | Zacatepec         | Marte R. Gómez             | 14 de marzo | 20:30 | SKY           |
| Universidad de Guadalajara | 2-0 | Altamira          | Jalisco                    | 14 de marzo | 20:30 | TVC Deportes  |
| Galeana                    | 0-0 | Necaxa            | Centenario                 | 15 de marzo | 18:00 | Fox Sports 2  |
| Dorados                    | 3-1 | Atlético San Luis | Banorte                    | 15 de marzo | 19:00 | Univision TDN |
| Celaya                     | 1-2 | Mérida            | Miguel Alemán Valdés       | 15 de marzo | 20:00 | SKY           |
| Cruz Azul Hidalgo          | 2-1 | Estudiantes       | 10 de diciembre            | 16 de marzo | 12:00 | TVC Deportes  |
| Descansa                   |     | Oaxaca            |                            |             |       |               |

| Lobos BUAP        | 2-1   | Universidad de Guadalajara | Olímpico de la BUAP     | 21 de marzo | 17:00 | Univision TDN |
| Estudiantes       | 2-0   | Dorados                    | Tres de Marzo           | 21 de marzo | 19:30 | ESPN/Uno TV   |
| Atlético San Luis | 3-1   | Galeana                    | Alfonso Lastras Ramírez | 21 de marzo | 20:00 | SKY           |
| Necaxa            | 1-1   | Correcaminos               | Victoria                | 21 de marzo | 20:00 | SKY           |
| Mérida            | 3-1   | Cruz Azul Hidalgo          | Carlos Iturralde Rivero | 22 de marzo | 18:00 | SKY           |
| Altamira          | 0-0   | Oaxaca                     | Altamira                | 22 de marzo | 18:00 | SKY           |
| Zacatepec         | 1 - 3 | Delfines                   | Centenario              | 22 de marzo | 19:00 | Univision TDN |
| Descansa          |       | Celaya                     |                         |             |       |               |

| Delfines                   | 0-0   | Necaxa            | Unidad Deportiva Campus II | 28 de marzo | 20:00 | TVC Deportes  |
| Correcaminos               | 1-1   | Atlético San Luis | Marte R. Gómez             | 28 de marzo | 20:30 | SKY           |
| Universidad de Guadalajara | 3-0   | Zacatepec         | Jalisco                    | 28 de marzo | 20:30 | TVC Deportes  |
| Oaxaca                     | 2-2   | Lobos BUAP        | Benito Juárez              | 29 de marzo | 17:00 | Univision TDN |
| Galeana                    | 1 - 3 | Estudiantes       | Centenario                 | 29 de marzo | 18:00 | Fox Sports 2  |
| Dorados                    | 1-0   | Mérida            | Banorte                    | 29 de marzo | 19:00 | Univision TDN |
| Cruz Azul Hidalgo          | 1-0   | Celaya            | 10 de diciembre            | 30 de marzo | 12:00 | TVC Deportes  |
| Descansa                   |       | Altamira          |                            |             |       |               |

| Lobos BUAP        | 2-1 | Altamira                   | Olímpico de la BUAP     | 4 de abril | 17:00 | Univision TDN |
| Estudiantes       | 1-2 | Correcaminos               | Tres de Marzo           | 4 de abril | 19:30 | ESPN/Uno TV   |
| Atlético San Luis | 2-2 | Delfines                   | Alfonso Lastras Ramírez | 4 de abril | 20:00 | SKY           |
| Necaxa            | 0-0 | Universidad de Guadalajara | Victoria                | 4 de abril | 20:00 | SKY           |
| Mérida            | 2-2 | Galeana                    | Carlos Iturralde Rivero | 5 de abril | 18:00 | SKY           |
| Zacatepec         | 1-3 | Oaxaca                     | Centenario              | 5 de abril | 19:00 | Univision TDN |
| Celaya            | 0-1 | Dorados                    | Miguel Alemán Valdés    | 5 de abril | 20:00 | SKY           |
| Descansa          |     | Cruz Azul Hidalgo          |                         |            |       |               |

| Delfines                   | 1-1 | Estudiantes       | Unidad Deportiva Campus II | 11 de abril | 20:00 | TVC Deportes  |
| Correcaminos               | 3-2 | Mérida            | Marte R. Gómez             | 11 de abril | 20:30 | SKY           |
| Universidad de Guadalajara | 2-0 | Atlético San Luis | Jalisco                    | 11 de abril | 20:30 | TVC Deportes  |
| Oaxaca                     | 1-0 | Necaxa            | Benito Juárez              | 12 de abril | 17:00 | Univision TDN |
| Galeana                    | 1-0 | Celaya            | Centenario                 | 12 de abril | 18:00 | Fox Sports 2  |
| Altamira                   | 4-0 | Zacatepec         | Altamira                   | 12 de abril | 18:00 | SKY           |
| Dorados                    | 1-1 | Cruz Azul Hidalgo | Banorte                    | 12 de abril | 19:00 | Univision TDN |
| Descansa                   |     | Lobos BUAP        |                            |             |       |               |

## Tabla general
| Pos. | Equipo               | Pts. | PJ | G | E | P | GF | GC | Dif. | Clasificación                   |
| ---- | -------------------- | ---- | -- | - | - | - | -- | -- | ---- | ------------------------------- |
| 1    | Correcaminos UAT     | 29   | 14 | 8 | 5 | 1 | 22 | 13 | +9   | Semifinales de la liguilla      |
| 2    | Estudiantes (C)      | 24   | 14 | 7 | 3 | 4 | 23 | 15 | +8   | Cuartos de final de la liguilla |
| 3    | Necaxa               | 22   | 14 | 6 | 4 | 4 | 19 | 15 | +4   | Cuartos de final de la liguilla |
| 4    | Leones Negros        | 22   | 14 | 6 | 4 | 4 | 17 | 13 | +4   | Cuartos de final de la liguilla |
| 5    | Oaxaca               | 21   | 14 | 5 | 6 | 3 | 22 | 19 | +3   | Cuartos de final de la liguilla |
| 6    | Delfines             | 20   | 14 | 4 | 8 | 2 | 20 | 17 | +3   | Cuartos de final de la liguilla |
| 7    | Dorados              | 19   | 14 | 6 | 1 | 7 | 19 | 17 | +2   | Cuartos de final de la liguilla |
| 8    | Lobos BUAP           | 19   | 14 | 5 | 4 | 5 | 17 | 19 | −2   |                                 |
| 9    | Mérida               | 18   | 14 | 4 | 6 | 4 | 21 | 21 | 0    |                                 |
| 10   | Cruz Azul Hidalgo    | 18   | 14 | 5 | 3 | 6 | 17 | 17 | 0    |                                 |
| 11   | Zacatepec (D)        | 16   | 14 | 5 | 1 | 8 | 17 | 26 | −9   | Descenso de categoría           |
| 12   | Atlético de San Luis | 15   | 14 | 4 | 3 | 7 | 18 | 22 | −4   |                                 |
| 13   | Ballenas Galeana     | 15   | 14 | 3 | 6 | 5 | 17 | 22 | −5   |                                 |
| 14   | Celaya               | 14   | 14 | 4 | 2 | 8 | 12 | 18 | −6   |                                 |
| 15   | Altamira             | 12   | 14 | 2 | 6 | 6 | 11 | 18 | −7   |                                 |

 Fuente: [cita requerida]
Notas:
1. ↑  Zacatepec se mantuvo en la Liga de Ascenso al comprar la franquicia de Cruz Azul Hidalgo.

## Evolución de la clasificación
| Equipo / Jornada                          | 01 | 02 | 03 | 04 | 05 | 06 | 07 | 08 | 09 | 10 | 11 | 12 | 13 | 14 | 15 |
| ----------------------------------------- | -- | -- | -- | -- | -- | -- | -- | -- | -- | -- | -- | -- | -- | -- | -- |
| Archivo:Correcaminos UAT.png Correcaminos | 11 | 7  | 5  | 3  | 5  | 4  | 2  | 1  | 1  | 1  | 1  | 1  | 2  | 1  | 1  |
| Estudiantes                               | 9  | 3  | 2  | 6  | 1  | 1  | 1  | 2  | 4  | 3  | 3  | 2  | 1  | 2  | 2  |
| Necaxa                                    | 1  | 1  | 1  | 2  | 4  | 5  | 6  | 3  | 2  | 2  | 2  | 3  | 3  | 3  | 3  |
| U de Guadalajara                          | 8  | 4  | 6  | 5  | 7  | 7  | 9  | 5  | 6  | 8  | 5  | 7  | 4  | 5  | 4  |
| Oaxaca                                    | 3  | 8  | 8  | 9  | 12 | 9  | 10 | 12 | 11 | 6  | 10 | 9  | 11 | 7  | 5  |
| Delfines                                  | 6  | 10 | 11 | 7  | 6  | 6  | 8  | 11 | 10 | 10 | 6  | 4  | 5  | 4  | 6  |
| Dorados                                   | 10 | 14 | 14 | 15 | 13 | 15 | 13 | 10 | 12 | 14 | 11 | 13 | 10 | 8  | 7  |
| Lobos BUAP                                | 4  | 6  | 4  | 4  | 2  | 3  | 4  | 7  | 7  | 7  | 12 | 8  | 9  | 6  | 8  |
| Mérida                                    | 7  | 12 | 10 | 11 | 10 | 13 | 12 | 9  | 10 | 11 | 8  | 5  | 6  | 9  | 9  |
| Cruz Azul Hidalgo                         | 2  | 5  | 7  | 8  | 8  | 8  | 3  | 6  | 9  | 9  | 7  | 10 | 7  | 10 | 10 |
| Zacatepec                                 | 13 | 15 | 15 | 10 | 14 | 10 | 7  | 4  | 3  | 4  | 4  | 6  | 8  | 11 | 11 |
| Atlético San Luis                         | 12 | 11 | 12 | 14 | 11 | 12 | 11 | 13 | 13 | 13 | 14 | 12 | 12 | 12 | 12 |
| Galeana                                   | 14 | 9  | 9  | 12 | 15 | 14 | 15 | 15 | 14 | 12 | 13 | 14 | 14 | 14 | 13 |
| Celaya                                    | 5  | 2  | 3  | 1  | 3  | 2  | 5  | 8  | 5  | 5  | 9  | 11 | 13 | 13 | 14 |
| Altamira                                  | 15 | 13 | 13 | 13 | 9  | 11 | 14 | 14 | 15 | 15 | 15 | 15 | 15 | 15 | 15 |

## Tabla de Cocientes
| Pos. | Equipo               | A-2011       | C-2012       | A-2012       | C-2013       | A-2013 | C-2014 | Puntos | PJ | Dif. | Cociente |                       |
| ---- | -------------------- | ------------ | ------------ | ------------ | ------------ | ------ | ------ | ------ | -- | ---- | -------- | --------------------- |
| 1.   | Necaxa               | 20           | 27           | 31           | 21           | 25     | 22     | 146    | 84 | +37  | 1.7381   |                       |
| 2.   | Correcaminos UAT     | 24           | 19           | 18           | 26           | 22     | 29     | 138    | 84 | +40  | 1.6429   |                       |
| 3.   | Oaxaca               | Liga Premier | Liga Premier | Liga Premier | Liga Premier | 25     | 21     | 46     | 28 | +14  | 1.6429   |                       |
| 4.   | Delfines             | 23           | 24           | 24           | 20           | 24     | 20     | 135    | 84 | +37  | 1.6071   |                       |
| 5.   | Estudiantes          | Liga MX      | Liga MX      | 23           | 19           | 16     | 24     | 82     | 56 | +14  | 1.4643   |                       |
| 6.   | Lobos BUAP           | 18           | 20           | 23           | 25           | 17     | 19     | 122    | 84 | −1   | 1.4524   |                       |
| 7.   | Leones Negros        | 12           | 20           | 12           | 30           | 23     | 22     | 119    | 84 | −4   | 1.4167   |                       |
| 8.   | Mérida               | 12           | 28           | 23           | 13           | 23     | 18     | 117    | 84 | +10  | 1.3929   |                       |
| 9.   | Atlético de San Luis | 22           | 12           | 14           | 25           | 22     | 15     | 110    | 84 | −10  | 1.3095   |                       |
| 10.  | Dorados              | 14           | 14           | 22           | 19           | 18     | 19     | 106    | 84 | −13  | 1.2619   |                       |
| 11.  | Celaya               | 15           | 19           | 16           | 20           | 14     | 14     | 98     | 84 | −22  | 1.1667   |                       |
| 12.  | Altamira             | 19           | 13           | 14           | 18           | 18     | 12     | 94     | 84 | −29  | 1.1190   |                       |
| 13.  | Cruz Azul Hidalgo    | 12           | 10           | 17           | 12           | 17     | 18     | 86     | 84 | −38  | 1.0238   |                       |
| 14.  | Ballenas Galeana     | Liga Premier | Liga Premier | Liga Premier | Liga Premier | 13     | 15     | 28     | 28 | −19  | 1.0000   |                       |
| 15.  | Zacatepec            | 20           | 16           | 16           | 7            | 5      | 16     | 80     | 84 | −43  | 0.9524   | Descenso de categoría |

## Estadísticas

### Máximos goleadores
| Pos. | Jugador                  | Equipo            | Goles |
| ---- | ------------------------ | ----------------- | ----- |
| 1.º  | Roberto Nurse            | Correcaminos      | 11    |
| 2.º  | Victor Lojero            | Necaxa            | 10    |
| 3.º  | Adrián Marín Lugo        | Lobos BUAP        | 7     |
| 3.º  | Leandro Carrijo da Silva | Celaya            | 7     |
| 5.º  | Eder Pacheco             | Correcaminos      | 5     |
| 5.º  | Raúl Enríquez            | Dorados           | 5     |
| 5.º  | Rodolfo Espinoza         | Cruz Azul Hidalgo | 5     |
| 8.º  | Jair García              | Zacatepec         | 4     |
| 8.º  | Juan Ezequiel Cuevas     | Estudiantes       | 4     |
| 8.º  | Ismael Valadéz           | Cruz Azul Hidalgo | 4     |

### Clasificación Juego Limpio
| Lugar                                | Club                                      | Tarjeta amarilla | Segunda tarjeta amarilla y expulsión · Segunda tarjeta amarilla y expulsión | Tarjeta roja directa | Puntos   |
| ------------------------------------ | ----------------------------------------- | ---------------- | --------------------------------------------------------------------------- | -------------------- | -------- |
| 1                                    | Celaya                                    | 26               | 1                                                                           | 0                    | 29       |
| 2                                    | Lobos BUAP                                | 24               | 2                                                                           | 0                    | 30       |
| 3                                    | Mérida                                    | 27               | 1                                                                           | 0                    | 30       |
| 4                                    | Leones Negros                             | 28               | 1                                                                           | 0                    | 31       |
| 5                                    | Estudiantes                               | 33               | 1                                                                           | 0                    | 36       |
| 6                                    | Dorados                                   | 24               | 1                                                                           | 3                    | 36       |
| 7                                    | Cruz Azul Hidalgo                         | 34               | 0                                                                           | 1                    | 37       |
| 8                                    | Archivo:Correcaminos UAT.png Correcaminos | 35               | 1                                                                           | 0                    | 38       |
| 9                                    | Galeana                                   | 32               | 1                                                                           | 1                    | 38       |
| 10                                   | Zacatepec                                 | 36               | 0                                                                           | 1                    | 39       |
| 11                                   | Delfines                                  | 37               | 0                                                                           | 1                    | 40       |
| 12                                   | Oaxaca                                    | 37               | 0                                                                           | 2                    | 43       |
| 13                                   | Atlético San Luis                         | 34               | 2                                                                           | 2                    | 46       |
| 14                                   | Altamira                                  | 35               | 1                                                                           | 3                    | 47       |
| 15                                   | Necaxa                                    | 39               | 2                                                                           | 2                    | 51       |
| Primera Tarjeta Amarilla             | Primera Tarjeta Amarilla                  | 1 punto          | 1 punto                                                                     | 1 punto              | 1 punto  |
| Segunda Tarjeta Amarilla y Expulsión | Segunda Tarjeta Amarilla y Expulsión      | 3 puntos         | 3 puntos                                                                    | 3 puntos             | 3 puntos |
| Tarjeta Roja Directa                 | Tarjeta Roja Directa                      | 3 puntos         | 3 puntos                                                                    | 3 puntos             | 3 puntos |

## Liguilla
|  | Cuartos de final                                       | Cuartos de final                                       | Cuartos de final                                       | Cuartos de final                                       | Cuartos de final                                       |   |       | Semifinales                                            | Semifinales                                            | Semifinales                                            | Semifinales                                            | Semifinales                                            |  |   | Final                                                | Final                                                | Final                                                | Final                                                | Final                                                |  |
|  | 16 de abril de 2014 (ida) 19 de abril de 2014 (vuelta) | 16 de abril de 2014 (ida) 19 de abril de 2014 (vuelta) | 16 de abril de 2014 (ida) 19 de abril de 2014 (vuelta) | 16 de abril de 2014 (ida) 19 de abril de 2014 (vuelta) | 16 de abril de 2014 (ida) 19 de abril de 2014 (vuelta) |   |       | 23 de abril de 2014 (ida) 26 de abril de 2014 (vuelta) | 23 de abril de 2014 (ida) 26 de abril de 2014 (vuelta) | 23 de abril de 2014 (ida) 26 de abril de 2014 (vuelta) | 23 de abril de 2014 (ida) 26 de abril de 2014 (vuelta) | 23 de abril de 2014 (ida) 26 de abril de 2014 (vuelta) |  |   | 30 de abril de 2014 (ida) 3 de mayo de 2014 (vuelta) | 30 de abril de 2014 (ida) 3 de mayo de 2014 (vuelta) | 30 de abril de 2014 (ida) 3 de mayo de 2014 (vuelta) | 30 de abril de 2014 (ida) 3 de mayo de 2014 (vuelta) | 30 de abril de 2014 (ida) 3 de mayo de 2014 (vuelta) |  |
|  |                                                        |                                                        |                                                        |                                                        |                                                        |   |       |                                                        |                                                        |                                                        |                                                        |                                                        |  |   |                                                      |                                                      |                                                      |                                                      |                                                      |  |
|  |                                                        |                                                        |                                                        |                                                        |                                                        |   |       |                                                        |                                                        |                                                        |                                                        |                                                        |  |   |                                                      |                                                      |                                                      |                                                      |                                                      |  |
|  |                                                        |                                                        |                                                        |                                                        |                                                        |   |       |                                                        |                                                        |                                                        |                                                        |                                                        |  |   |                                                      |                                                      |                                                      |                                                      |                                                      |  |
|  |                                                        |                                                        |                                                        |                                                        |                                                        |   |       |                                                        |                                                        |                                                        |                                                        |                                                        |  |   |                                                      |                                                      |                                                      |                                                      |                                                      |  |
|  |                                                        |                                                        |                                                        |                                                        |                                                        |   |       |                                                        |                                                        |                                                        |                                                        |                                                        |  |   |                                                      |                                                      |                                                      |                                                      |                                                      |  |
|  |                                                        | 1                                                      | Correcaminos UAT (*)                                   | 0                                                      | 2                                                      | 2 |       |                                                        |                                                        |                                                        |                                                        |                                                        |  |   |                                                      |                                                      |                                                      |                                                      |                                                      |  |
|  |                                                        |                                                        |                                                        |                                                        |                                                        | 2 |       |                                                        |                                                        |                                                        |                                                        |                                                        |  |   |                                                      |                                                      |                                                      |                                                      |                                                      |  |
|  |                                                        |                                                        | 5                                                      | Oaxaca                                                 | 2                                                      | 0 | 2     |                                                        |                                                        |                                                        |                                                        |                                                        |  |   |                                                      |                                                      |                                                      |                                                      |                                                      |  |
|  | 4                                                      | Leones Negros                                          | 5                                                      | Oaxaca                                                 | 2                                                      | 0 | 2     | 1                                                      | 1                                                      | 2                                                      |                                                        |                                                        |  |   |                                                      |                                                      |                                                      |                                                      |                                                      |  |
|  | 4                                                      | Leones Negros                                          |                                                        |                                                        |                                                        |   |       |                                                        |                                                        | 2                                                      |                                                        |                                                        |  |   |                                                      |                                                      |                                                      |                                                      |                                                      |  |
|  | 5                                                      | Oaxaca                                                 | 3                                                      | 0                                                      | 3                                                      |   |       |                                                        |                                                        |                                                        |                                                        |                                                        |  |   |                                                      |                                                      |                                                      |                                                      |                                                      |  |
|  | 5                                                      | Oaxaca                                                 | 3                                                      | 0                                                      | 3                                                      |   |       |                                                        |                                                        |                                                        |                                                        |                                                        |  | 1 | Correcaminos UAT                                     | 0                                                    | 1                                                    | 1 (3)                                                |                                                      |  |
|  |                                                        |                                                        |                                                        |                                                        |                                                        |   |       |                                                        |                                                        |                                                        |                                                        |                                                        |  | 1 | Correcaminos UAT                                     | 0                                                    | 1                                                    | 1 (3)                                                |                                                      |  |
|  |                                                        |                                                        | 2                                                      | Estudiantes (p.)                                       | 0                                                      | 1 | 1 (4) |                                                        |                                                        |                                                        |                                                        |                                                        |  |   |                                                      |                                                      |                                                      |                                                      |                                                      |  |
|  | 2                                                      | Estudiantes (*)                                        | 2                                                      | Estudiantes (p.)                                       | 0                                                      | 1 | 1 (4) | 1                                                      | 1                                                      | 2                                                      |                                                        |                                                        |  |   |                                                      |                                                      |                                                      |                                                      |                                                      |  |
|  | 2                                                      | Estudiantes (*)                                        |                                                        |                                                        |                                                        |   |       |                                                        |                                                        | 2                                                      |                                                        |                                                        |  |   |                                                      |                                                      |                                                      |                                                      |                                                      |  |
|  | 7                                                      | Dorados                                                | 1                                                      | 1                                                      | 2                                                      |   |       |                                                        |                                                        |                                                        |                                                        |                                                        |  |   |                                                      |                                                      |                                                      |                                                      |                                                      |  |
|  | 7                                                      | Dorados                                                | 1                                                      | 1                                                      | 2                                                      |   | 2     | Estudiantes (*)                                        | 0                                                      | 0                                                      | 0                                                      |                                                        |  |   |                                                      |                                                      |                                                      |                                                      |                                                      |  |
|  |                                                        |                                                        |                                                        |                                                        |                                                        |   | 2     | Estudiantes (*)                                        | 0                                                      | 0                                                      | 0                                                      |                                                        |  |   |                                                      |                                                      |                                                      |                                                      |                                                      |  |
|  |                                                        |                                                        | 3                                                      | Necaxa                                                 | 0                                                      | 0 | 0     |                                                        |                                                        |                                                        |                                                        |                                                        |  |   |                                                      |                                                      |                                                      |                                                      |                                                      |  |
|  | 3                                                      | Necaxa                                                 | 3                                                      | Necaxa                                                 | 0                                                      | 0 | 0     | 2                                                      | 4                                                      | 6                                                      |                                                        |                                                        |  |   |                                                      |                                                      |                                                      |                                                      |                                                      |  |
|  | 3                                                      | Necaxa                                                 |                                                        |                                                        |                                                        |   |       |                                                        |                                                        | 6                                                      |                                                        |                                                        |  |   |                                                      |                                                      |                                                      |                                                      |                                                      |  |
|  | 6                                                      | Delfines                                               | 2                                                      | 1                                                      | 3                                                      |   |       |                                                        |                                                        |                                                        |                                                        |                                                        |  |   |                                                      |                                                      |                                                      |                                                      |                                                      |  |
|  | 6                                                      | Delfines                                               | 2                                                      | 1                                                      | 3                                                      |   |       |                                                        |                                                        |                                                        |                                                        |                                                        |  |   |                                                      |                                                      |                                                      |                                                      |                                                      |  |
|  |                                                        |                                                        |                                                        |                                                        |                                                        |   |       |                                                        |                                                        |                                                        |                                                        |                                                        |  |   |                                                      |                                                      |                                                      |                                                      |                                                      |  |

- (*) Avanza por su posición en la tabla.

- Estudiantes, campeón de este torneo, se enfrentó a Leones Negros, campeón del Apertura 2013, en la Final de Ascenso 2013-14.

## Cuartos de final

### Estudiantes-Dorados
| 16 de abril de 2014, 21:00 | Dorados                | 1:1     | Estudiantes     | Estadio Banorte, Culiacán, Sinaloa     |                                        |
|                            | Raúl Enríquez 3 penal' | Reporte | Juan Cuevas 19' | Árbitro(s): Baruch Absalón Castellanos | Árbitro(s): Baruch Absalón Castellanos |

| 19 de abril de 2014, 18:00                                 | Estudiantes         | 1:1 (2:2) | Dorados          | Estadio Tres de Marzo, Zapopan, Jalisco |                                |
|                                                            | Heriberto Muñóz 69' | Reporte   | Diego Olsina 32' | Árbitro(s): Angel Monroy Bello          | Árbitro(s): Angel Monroy Bello |
| Estudiantes avanza a semifinales por posición en la tabla. |                     |           |                  |                                         |                                |

### Necaxa-Delfines
| 16 de abril de 2014, 20:00 | Delfines                                          | 2:2     | Necaxa                                                     | Unidad Deportiva Campus II, Ciudad del Carmen, Campeche |                                        |
|                            | Daniel Valdéz López 36' · Carlos Pinto Rosasz 67' | Reporte | Ventura Alvarado Aispuro 31' · Jesús Isijara Rodríguez 77' | Árbitro(s): Quetzalli Alvarado Godínez                  | Árbitro(s): Quetzalli Alvarado Godínez |

| 19 de abril de 2014, 20:00   | Necaxa                                                                                           | 4:1 (6:3) | Delfines            | Estadio Victoria, Aguascalientes, Aguascalientes |                                      |
|                              | Eduardo Lillingston 69' · Sonny Guadarrama 73' · Victor Lojero 90' · Jonatas Goncalves 93 Penal' | Reporte   | Ricardo Vázquez 50' | Árbitro(s): Marco Antonio Ortiz Nava             | Árbitro(s): Marco Antonio Ortiz Nava |
| Necaxa avanza a semifinales. |                                                                                                  |           |                     |                                                  |                                      |

### Leones Negros-Oaxaca
| 16 de abril de 2014, 18:00 | Oaxaca                                                    | 3:1     | Leones Negros      | Estadio Benito Juárez, Oaxaca de Juárez, Oaxaca |                                  |
|                            | Diego Calderón 52' · Danny Santoya 55' · Jesús Moreno 60' | Reporte | Edgar González 20' | Árbitro(s): Diego Montaño Robles                | Árbitro(s): Diego Montaño Robles |

| 19 de abril de 2014, 12:00   | Leones Negros      | 1:0 (2:3) | Oaxaca | Estadio Jalisco, Guadalajara, Jalisco    |                                          |
|                              | Edgar González 11' | Reporte   |        | Árbitro(s): León Vicente Barajas Anzures | Árbitro(s): León Vicente Barajas Anzures |
| Oaxaca avanza a semifinales. |                    |           |        |                                          |                                          |

## Semifinales

### Correcaminos-Oaxaca
| 23 de abril de 2014, 21:00 | Oaxaca                 | 2:0     | Correcaminos | Estadio Benito Juárez, Oaxaca de Juárez, Oaxaca |                                  |
|                            | Danny Santoya 60 y 65' | Reporte |              | Árbitro(s): Diego Montaño Robles                | Árbitro(s): Diego Montaño Robles |

| 26 de abril de 2014, 21:00                               | Correcaminos                          | 2:0 (2:2) | Oaxaca | Estadio Marte R. Gómez, Ciudad Victoria, Tamaulipas |                                 |
|                                                          | Roberto Nurse 22' Nicolás Saucedo 39' | Reporte   |        | Árbitro(s): Marco Antonio Ortiz                     | Árbitro(s): Marco Antonio Ortiz |
| Correcaminos avanza a la final por posición en la tabla. |                                       |           |        |                                                     |                                 |

### Estudiantes-Necaxa
| 23 de abril de 2014, 21:00 | Necaxa | 0:0     | Estudiantes | Estadio Victoria, Aguascalientes, Aguascalientes |                                      |
|                            |        | Reporte |             | Árbitro(s): Fernando Hernández Gómez             | Árbitro(s): Fernando Hernández Gómez |

| 26 de abril de 2014, 19:00                              | Estudiantes | 0:0 (0:0) | Necaxa | Estadio Tres de Marzo, Zapopan, Jalisco |                                  |
|                                                         |             | Reporte   |        | Árbitro(s): León Vicente Barajas        | Árbitro(s): León Vicente Barajas |
| Estudiantes avanza a la final por posición en la tabla. |             |           |        |                                         |                                  |

## Final

### Correcaminos-Estudiantes
| 30 de abril de 2014, 21:00 | Estudiantes | 0:0     | Correcaminos | Estadio Tres de Marzo, Zapopan, Jalisco |                                 |
|                            |             | Reporte |              | Árbitro(s): Marco Antonio Ortiz         | Árbitro(s): Marco Antonio Ortiz |

| 3 de mayo de 2014, 21:00                      | Correcaminos                                                                           | 1:1 (1:1) (3:4 p.)         | Estudiantes                                              | Estadio Marte R. Gómez, Ciudad Victoria, Tamaulipas |                                  |
|                                               | Sergio Rosas 39'                                                                       | Reporte                    | Elgabry Rangel 62'                                       | Árbitro(s): León Vicente Barajas                    | Árbitro(s): León Vicente Barajas |
|                                               |                                                                                        | Tiros desde el punto penal |                                                          |                                                     |                                  |
|                                               | Roberto Nurse · Nicolás Saucedo · Manuel López Mondragón · Sergio Rosas · Hugo Sánchez |                            | José R. Partida · Noé Maya · Taufic Guarch · Juan Cuevas |                                                     |                                  |
| Estudiantes campeón del Torneo Clausura 2014. |                                                                                        |                            |                                                          |                                                     |                                  |

#### Final - Ida
| 51    | POR   | Carlos Velázquez     |     |
| 68    | DEF   | Daniel García        |     |
| 44    | DEF   | Heriberto Aguayo     |     |
| 47    | DEF   | Christian Sánchez    |     |
| 48    | DEF   | Juan Ocampo          |     |
| 67    | MED   | Elgabry Rangel       | 72' |
| 36    | MED   | Noé Maya             |     |
| 70    | MED   | Diego Campos         |     |
| 58    | DEL   | Taufic Guarch        | 62' |
| 39    | DEL   | Marco Bueno          | 68' |
| 50    | DEL   | Juan Ezequiel Cuevas |     |
| D. T. | D. T. | Pako Ayestaran       |     |

| 16    | POR   | Miguel Pinto            |     |
| 24    | DEF   | Alejandro Berber        |     |
| 13    | DEF   | Pierre Ibarra           |     |
| 19    | DEF   | Hugo Sánchez Guerrero   |     |
| 3     | DEF   | Herminio Miranda        |     |
| 14    | DEF   | Eder Borelli            |     |
| 18    | MED   | Arturo Alvarado         |     |
| 17    | MED   | Lucas Ayala             |     |
| 22    | MED   | Sergio Rosas            |     |
| 7     | DEL   | Roberto Nurse           |     |
| 20    | DEL   | Roberto Nicolas Saucedo | 82' |
| D. T. | D. T. | Omar Arellano           |     |

| 55 | Delantero | Juan Neira             | 62' |
| 38 | Delantero | Gustavo Adrián Ramírez | 68' |
| 37 | Defensa   | Marco Argüelles        | 72' |

| 10 | Delantero | Eduardo Dos Santos | 82' |

| 70' · 77' | Juan Ezequiel Cuevas Juan Neira |

| 67' · 90' | Eder Borelli Eduardo Dos Santos |

| Principal  | Marco Antonio Ortiz    |
| Asistentes | Pablo Israel Hernández |
|            | Alfredo David Riveroll |
| Cuarto     | Diego Montaño          |

|                    |   | [[Archivo:\|border\|30px]] |
| Tiros              | - | -                          |
| Tiros a puerta     | 8 | 4                          |
| Faltas             | - | -                          |
| Saques de esquina  | 6 | 1                          |
| Penaltis           | 0 | 0                          |
| Fueras de juego    | 1 | 5                          |
| Posesión del balón | % | %                          |

| Alineación inicial |

| 51    | POR   | Carlos Velázquez     |     |
| 68    | DEF   | Daniel García        |     |
| 44    | DEF   | Heriberto Aguayo     |     |
| 47    | DEF   | Christian Sánchez    |     |
| 48    | DEF   | Juan Ocampo          |     |
| 67    | MED   | Elgabry Rangel       | 72' |
| 36    | MED   | Noé Maya             |     |
| 70    | MED   | Diego Campos         |     |
| 58    | DEL   | Taufic Guarch        | 62' |
| 39    | DEL   | Marco Bueno          | 68' |
| 50    | DEL   | Juan Ezequiel Cuevas |     |
| D. T. | D. T. | Pako Ayestaran       |     |

| 16    | POR   | Miguel Pinto            |     |
| 24    | DEF   | Alejandro Berber        |     |
| 13    | DEF   | Pierre Ibarra           |     |
| 19    | DEF   | Hugo Sánchez Guerrero   |     |
| 3     | DEF   | Herminio Miranda        |     |
| 14    | DEF   | Eder Borelli            |     |
| 18    | MED   | Arturo Alvarado         |     |
| 17    | MED   | Lucas Ayala             |     |
| 22    | MED   | Sergio Rosas            |     |
| 7     | DEL   | Roberto Nurse           |     |
| 20    | DEL   | Roberto Nicolas Saucedo | 82' |
| D. T. | D. T. | Omar Arellano           |     |

| 55 | Delantero | Juan Neira             | 62' |
| 38 | Delantero | Gustavo Adrián Ramírez | 68' |
| 37 | Defensa   | Marco Argüelles        | 72' |

| 10 | Delantero | Eduardo Dos Santos | 82' |

| 70' · 77' | Juan Ezequiel Cuevas Juan Neira |

| 67' · 90' | Eder Borelli Eduardo Dos Santos |

| Principal  | Marco Antonio Ortiz    |
| Asistentes | Pablo Israel Hernández |
|            | Alfredo David Riveroll |
| Cuarto     | Diego Montaño          |

|                    |   | [[Archivo:\|border\|30px]] |
| Tiros              | - | -                          |
| Tiros a puerta     | 8 | 4                          |
| Faltas             | - | -                          |
| Saques de esquina  | 6 | 1                          |
| Penaltis           | 0 | 0                          |
| Fueras de juego    | 1 | 5                          |
| Posesión del balón | % | %                          |

| Alineación inicial |

| 51    | POR   | Carlos Velázquez     |     |
| 68    | DEF   | Daniel García        |     |
| 44    | DEF   | Heriberto Aguayo     |     |
| 47    | DEF   | Christian Sánchez    |     |
| 48    | DEF   | Juan Ocampo          |     |
| 67    | MED   | Elgabry Rangel       | 72' |
| 36    | MED   | Noé Maya             |     |
| 70    | MED   | Diego Campos         |     |
| 58    | DEL   | Taufic Guarch        | 62' |
| 39    | DEL   | Marco Bueno          | 68' |
| 50    | DEL   | Juan Ezequiel Cuevas |     |
| D. T. | D. T. | Pako Ayestaran       |     |

| 16    | POR   | Miguel Pinto            |     |
| 24    | DEF   | Alejandro Berber        |     |
| 13    | DEF   | Pierre Ibarra           |     |
| 19    | DEF   | Hugo Sánchez Guerrero   |     |
| 3     | DEF   | Herminio Miranda        |     |
| 14    | DEF   | Eder Borelli            |     |
| 18    | MED   | Arturo Alvarado         |     |
| 17    | MED   | Lucas Ayala             |     |
| 22    | MED   | Sergio Rosas            |     |
| 7     | DEL   | Roberto Nurse           |     |
| 20    | DEL   | Roberto Nicolas Saucedo | 82' |
| D. T. | D. T. | Omar Arellano           |     |

| 55 | Delantero | Juan Neira             | 62' |
| 38 | Delantero | Gustavo Adrián Ramírez | 68' |
| 37 | Defensa   | Marco Argüelles        | 72' |

| 10 | Delantero | Eduardo Dos Santos | 82' |

| 70' · 77' | Juan Ezequiel Cuevas Juan Neira |

| 67' · 90' | Eder Borelli Eduardo Dos Santos |

| Principal  | Marco Antonio Ortiz    |
| Asistentes | Pablo Israel Hernández |
|            | Alfredo David Riveroll |
| Cuarto     | Diego Montaño          |

|                    |   | [[Archivo:\|border\|30px]] |
| Tiros              | - | -                          |
| Tiros a puerta     | 8 | 4                          |
| Faltas             | - | -                          |
| Saques de esquina  | 6 | 1                          |
| Penaltis           | 0 | 0                          |
| Fueras de juego    | 1 | 5                          |
| Posesión del balón | % | %                          |

| Alineación inicial |

| 51    | POR   | Carlos Velázquez     |     |
| 68    | DEF   | Daniel García        |     |
| 44    | DEF   | Heriberto Aguayo     |     |
| 47    | DEF   | Christian Sánchez    |     |
| 48    | DEF   | Juan Ocampo          |     |
| 67    | MED   | Elgabry Rangel       | 72' |
| 36    | MED   | Noé Maya             |     |
| 70    | MED   | Diego Campos         |     |
| 58    | DEL   | Taufic Guarch        | 62' |
| 39    | DEL   | Marco Bueno          | 68' |
| 50    | DEL   | Juan Ezequiel Cuevas |     |
| D. T. | D. T. | Pako Ayestaran       |     |

| 16    | POR   | Miguel Pinto            |     |
| 24    | DEF   | Alejandro Berber        |     |
| 13    | DEF   | Pierre Ibarra           |     |
| 19    | DEF   | Hugo Sánchez Guerrero   |     |
| 3     | DEF   | Herminio Miranda        |     |
| 14    | DEF   | Eder Borelli            |     |
| 18    | MED   | Arturo Alvarado         |     |
| 17    | MED   | Lucas Ayala             |     |
| 22    | MED   | Sergio Rosas            |     |
| 7     | DEL   | Roberto Nurse           |     |
| 20    | DEL   | Roberto Nicolas Saucedo | 82' |
| D. T. | D. T. | Omar Arellano           |     |

| 55 | Delantero | Juan Neira             | 62' |
| 38 | Delantero | Gustavo Adrián Ramírez | 68' |
| 37 | Defensa   | Marco Argüelles        | 72' |

| 10 | Delantero | Eduardo Dos Santos | 82' |

| 70' · 77' | Juan Ezequiel Cuevas Juan Neira |

| 67' · 90' | Eder Borelli Eduardo Dos Santos |

| Principal  | Marco Antonio Ortiz    |
| Asistentes | Pablo Israel Hernández |
|            | Alfredo David Riveroll |
| Cuarto     | Diego Montaño          |

|                    |   | [[Archivo:\|border\|30px]] |
| Tiros              | - | -                          |
| Tiros a puerta     | 8 | 4                          |
| Faltas             | - | -                          |
| Saques de esquina  | 6 | 1                          |
| Penaltis           | 0 | 0                          |
| Fueras de juego    | 1 | 5                          |
| Posesión del balón | % | %                          |

| Alineación inicial |

#### Final - Vuelta
| 16    | POR   | Miguel Pinto            |     |
| 13    | DEF   | Pierre Ibarra           | 90' |
| 19    | DEF   | Hugo Sánchez Guerrero   |     |
| 24    | DEF   | Alejandro Berber        |     |
| 3     | DEF   | Herminio Miranda        |     |
| 14    | DEF   | Eder Borelli            | 70' |
| 18    | MED   | Arturo Alvarado         | 86' |
| 17    | MED   | Lucas Ayala             |     |
| 22    | MED   | Sergio Rosas            |     |
| 7     | DEL   | Roberto Nurse           |     |
| 20    | DEL   | Roberto Nicolas Saucedo |     |
| D. T. | D. T. | Omar Arellano           |     |

| 51    | POR   | Carlos Velázquez       |      |
| 47    | DEF   | Christian Sánchez      |      |
| 44    | DEF   | Heriberto Aguayo       |      |
| 68    | DEF   | Daniel Acosta          |      |
| 48    | DEF   | Juan Ocampo            |      |
| 36    | MED   | Noé Maya               |      |
| 7     | MED   | Elgabry Rangel         | 83'  |
| 70    | MED   | Diego Campos           | 109' |
| 37    | MED   | Marco Argüelles        | 46'  |
| 50    | MED   | Juan Ezequiel Cuevas   |      |
| 38    | DEL   | Gustavo Adrián Ramírez |      |
| D. T. | D. T. | Pako Ayestaran         |      |

| 23 | Defensa        | Raúl López             | 70' |
| 9  | Centrocampista | Eder Pacheco           | 86' |
| 15 | Defensa        | Manuel López Mondragón | 90' |

| 39 | Delantero | Marco Bueno   | 46'  |
| 58 | Delantero | Taufic Guarch | 83'  |
| 69 | Defensa   | Jose Partida  | 109' |

| 39' | Sergio Rosas | 1:0 |

| 62' | Elgabry Rangel | 1:1 |

| Sí · Sí · No · Sí · No | Roberto Nurse Roberto Nicolas Saucedo Manuel López Mondragón Sergio Rosas Hugo Sánchez Guerrero | 1:0 2:1 2:2 3:3 3:4 |

| Sí · Sí · Sí · Sí | José R. Partida Noé Maya Taufic Guarch Juan Ezequiel Cuevas | 1:1 2:2 2:3 3:4 |

| Principal  | Leon Vicente Barajas |
| Asistentes | Igor Flores          |
|            | Cesar Cerritos       |
| Cuarto     | Quetzalli Alvarado   |

|                    | [[Archivo:\|border\|30px]] |   |
| Tiros              | -                          | - |
| Tiros a puerta     | 2                          | 3 |
| Faltas             | -                          | - |
| Saques de esquina  | 2                          | 1 |
| Penaltis           | 0                          | 0 |
| Fueras de juego    | 0                          | 0 |
| Posesión del balón | %                          | % |

| Alineación inicial |

| 16    | POR   | Miguel Pinto            |     |
| 13    | DEF   | Pierre Ibarra           | 90' |
| 19    | DEF   | Hugo Sánchez Guerrero   |     |
| 24    | DEF   | Alejandro Berber        |     |
| 3     | DEF   | Herminio Miranda        |     |
| 14    | DEF   | Eder Borelli            | 70' |
| 18    | MED   | Arturo Alvarado         | 86' |
| 17    | MED   | Lucas Ayala             |     |
| 22    | MED   | Sergio Rosas            |     |
| 7     | DEL   | Roberto Nurse           |     |
| 20    | DEL   | Roberto Nicolas Saucedo |     |
| D. T. | D. T. | Omar Arellano           |     |

| 51    | POR   | Carlos Velázquez       |      |
| 47    | DEF   | Christian Sánchez      |      |
| 44    | DEF   | Heriberto Aguayo       |      |
| 68    | DEF   | Daniel Acosta          |      |
| 48    | DEF   | Juan Ocampo            |      |
| 36    | MED   | Noé Maya               |      |
| 7     | MED   | Elgabry Rangel         | 83'  |
| 70    | MED   | Diego Campos           | 109' |
| 37    | MED   | Marco Argüelles        | 46'  |
| 50    | MED   | Juan Ezequiel Cuevas   |      |
| 38    | DEL   | Gustavo Adrián Ramírez |      |
| D. T. | D. T. | Pako Ayestaran         |      |

| 23 | Defensa        | Raúl López             | 70' |
| 9  | Centrocampista | Eder Pacheco           | 86' |
| 15 | Defensa        | Manuel López Mondragón | 90' |

| 39 | Delantero | Marco Bueno   | 46'  |
| 58 | Delantero | Taufic Guarch | 83'  |
| 69 | Defensa   | Jose Partida  | 109' |

| 39' | Sergio Rosas | 1:0 |

| 62' | Elgabry Rangel | 1:1 |

| Sí · Sí · No · Sí · No | Roberto Nurse Roberto Nicolas Saucedo Manuel López Mondragón Sergio Rosas Hugo Sánchez Guerrero | 1:0 2:1 2:2 3:3 3:4 |

| Sí · Sí · Sí · Sí | José R. Partida Noé Maya Taufic Guarch Juan Ezequiel Cuevas | 1:1 2:2 2:3 3:4 |

| Principal  | Leon Vicente Barajas |
| Asistentes | Igor Flores          |
|            | Cesar Cerritos       |
| Cuarto     | Quetzalli Alvarado   |

|                    | [[Archivo:\|border\|30px]] |   |
| Tiros              | -                          | - |
| Tiros a puerta     | 2                          | 3 |
| Faltas             | -                          | - |
| Saques de esquina  | 2                          | 1 |
| Penaltis           | 0                          | 0 |
| Fueras de juego    | 0                          | 0 |
| Posesión del balón | %                          | % |

| Alineación inicial |

| 16    | POR   | Miguel Pinto            |     |
| 13    | DEF   | Pierre Ibarra           | 90' |
| 19    | DEF   | Hugo Sánchez Guerrero   |     |
| 24    | DEF   | Alejandro Berber        |     |
| 3     | DEF   | Herminio Miranda        |     |
| 14    | DEF   | Eder Borelli            | 70' |
| 18    | MED   | Arturo Alvarado         | 86' |
| 17    | MED   | Lucas Ayala             |     |
| 22    | MED   | Sergio Rosas            |     |
| 7     | DEL   | Roberto Nurse           |     |
| 20    | DEL   | Roberto Nicolas Saucedo |     |
| D. T. | D. T. | Omar Arellano           |     |

| 51    | POR   | Carlos Velázquez       |      |
| 47    | DEF   | Christian Sánchez      |      |
| 44    | DEF   | Heriberto Aguayo       |      |
| 68    | DEF   | Daniel Acosta          |      |
| 48    | DEF   | Juan Ocampo            |      |
| 36    | MED   | Noé Maya               |      |
| 7     | MED   | Elgabry Rangel         | 83'  |
| 70    | MED   | Diego Campos           | 109' |
| 37    | MED   | Marco Argüelles        | 46'  |
| 50    | MED   | Juan Ezequiel Cuevas   |      |
| 38    | DEL   | Gustavo Adrián Ramírez |      |
| D. T. | D. T. | Pako Ayestaran         |      |

| 23 | Defensa        | Raúl López             | 70' |
| 9  | Centrocampista | Eder Pacheco           | 86' |
| 15 | Defensa        | Manuel López Mondragón | 90' |

| 39 | Delantero | Marco Bueno   | 46'  |
| 58 | Delantero | Taufic Guarch | 83'  |
| 69 | Defensa   | Jose Partida  | 109' |

| 39' | Sergio Rosas | 1:0 |

| 62' | Elgabry Rangel | 1:1 |

| Sí · Sí · No · Sí · No | Roberto Nurse Roberto Nicolas Saucedo Manuel López Mondragón Sergio Rosas Hugo Sánchez Guerrero | 1:0 2:1 2:2 3:3 3:4 |

| Sí · Sí · Sí · Sí | José R. Partida Noé Maya Taufic Guarch Juan Ezequiel Cuevas | 1:1 2:2 2:3 3:4 |

| Principal  | Leon Vicente Barajas |
| Asistentes | Igor Flores          |
|            | Cesar Cerritos       |
| Cuarto     | Quetzalli Alvarado   |

|                    | [[Archivo:\|border\|30px]] |   |
| Tiros              | -                          | - |
| Tiros a puerta     | 2                          | 3 |
| Faltas             | -                          | - |
| Saques de esquina  | 2                          | 1 |
| Penaltis           | 0                          | 0 |
| Fueras de juego    | 0                          | 0 |
| Posesión del balón | %                          | % |

| Alineación inicial |

| 16    | POR   | Miguel Pinto            |     |
| 13    | DEF   | Pierre Ibarra           | 90' |
| 19    | DEF   | Hugo Sánchez Guerrero   |     |
| 24    | DEF   | Alejandro Berber        |     |
| 3     | DEF   | Herminio Miranda        |     |
| 14    | DEF   | Eder Borelli            | 70' |
| 18    | MED   | Arturo Alvarado         | 86' |
| 17    | MED   | Lucas Ayala             |     |
| 22    | MED   | Sergio Rosas            |     |
| 7     | DEL   | Roberto Nurse           |     |
| 20    | DEL   | Roberto Nicolas Saucedo |     |
| D. T. | D. T. | Omar Arellano           |     |

| 51    | POR   | Carlos Velázquez       |      |
| 47    | DEF   | Christian Sánchez      |      |
| 44    | DEF   | Heriberto Aguayo       |      |
| 68    | DEF   | Daniel Acosta          |      |
| 48    | DEF   | Juan Ocampo            |      |
| 36    | MED   | Noé Maya               |      |
| 7     | MED   | Elgabry Rangel         | 83'  |
| 70    | MED   | Diego Campos           | 109' |
| 37    | MED   | Marco Argüelles        | 46'  |
| 50    | MED   | Juan Ezequiel Cuevas   |      |
| 38    | DEL   | Gustavo Adrián Ramírez |      |
| D. T. | D. T. | Pako Ayestaran         |      |

| 23 | Defensa        | Raúl López             | 70' |
| 9  | Centrocampista | Eder Pacheco           | 86' |
| 15 | Defensa        | Manuel López Mondragón | 90' |

| 39 | Delantero | Marco Bueno   | 46'  |
| 58 | Delantero | Taufic Guarch | 83'  |
| 69 | Defensa   | Jose Partida  | 109' |

| 39' | Sergio Rosas | 1:0 |

| 62' | Elgabry Rangel | 1:1 |

| Sí · Sí · No · Sí · No | Roberto Nurse Roberto Nicolas Saucedo Manuel López Mondragón Sergio Rosas Hugo Sánchez Guerrero | 1:0 2:1 2:2 3:3 3:4 |

| Sí · Sí · Sí · Sí | José R. Partida Noé Maya Taufic Guarch Juan Ezequiel Cuevas | 1:1 2:2 2:3 3:4 |

| Principal  | Leon Vicente Barajas |
| Asistentes | Igor Flores          |
|            | Cesar Cerritos       |
| Cuarto     | Quetzalli Alvarado   |

|                    | [[Archivo:\|border\|30px]] |   |
| Tiros              | -                          | - |
| Tiros a puerta     | 2                          | 3 |
| Faltas             | -                          | - |
| Saques de esquina  | 2                          | 1 |
| Penaltis           | 0                          | 0 |
| Fueras de juego    | 0                          | 0 |
| Posesión del balón | %                          | % |

| Alineación inicial |

|                                 |
| Estudiantes Campeón 1.º título. |

| Predecesor: Apertura 2013 | Temporadas de la Liga de Ascenso de México Clausura 2014 | Sucesor: Apertura 2014 |